# Бейликова
Бейликова (тур. Beylikova) — город и район в регионе Центральная Анатолия Турции. Согласно переписи населения от 2000 года население района составляет 10 506 жителей, из которых 5 420 проживают в Бейликове. Район занимает площадь в 450 км², а город лежит в среднем на высоте в 761 метр над уровнем моря.